# Uleiorchis ulei
Uleiorchis ulei är en orkidéart som först beskrevs av Célestin Alfred Cogniaux, och fick sitt nu gällande namn av Osvaldo Handro. Uleiorchis ulei ingår i släktet Uleiorchis och familjen orkidéer. Inga underarter finns listade i Catalogue of Life.